# Gambusia heterochir
Gambusia heterochir là một loài cá thuộc họ Poeciliidae. Nó là loài đặc hữu của Hoa Kỳ, cụ thể ở quận Menard, Texas.